# Estádio Municipal Gerson Amaral
Estádio Municipal Gerson Amaral – stadion piłkarski, w Coruripe, Alagoas, Brazylia, na którym swoje mecze rozgrywa klub Associação Atlética Coruripe.